# KNDSB afdeling Voetbal
De KNDSB afdeling Voetbal is een sportafdeling van de Koninklijke Nederlandse Doven Sport Bond (KNDSB) met sporttakken KNDSB veldvoetbal en KNDSB zaalvoetbal als een portefeuille. 
De KNDSB afdeling Voetbal organiseert landelijke competities en bekertoernooien voor dove en slechthorende voetballers en coördineert de Nederlandse Doven Zaalvoetbalteams en Nederlands Doven Elftal (NDE)

## KNDSB Zaalvoetbal
Met deze sporttak organiseert de KNDSB afdeling Voetbal vanaf 1974 elk seizoenen voor dove sportverenigingen een KNDSB Zaalvoetbalcompetitie, vanaf 1986 een bekertoernooi, genaamd; Pieter Schiltmans Cup en vanaf 2015 een KNDSB Super Cup Zaalvoetbal. 
Ook neemt de afdeling de Nederlandse Doven Zaalvoetbalteams onder zijn hoede. 

## KNDSB Veldvoetbal
De KNDSB afdeling Voetbal organiseert een KNDSB veldvoetbalcompetitie en bekertoernooi, Herman Grudelbach Cup voor dove sportverenigingen. 
Daarnaast bewaakt ze ook de gang van de zaken rondom de Nederlands Doven Elftal (NDE)

## Organisatie
De KNDSB afdeling Voetbal heeft een eigen afdelingsbestuur, ze zijn samengesteld door een aangesloten dove sportverenigingen tijdens de afdelingsvergaderingen. Er wordt tweemaal per jaar een afdelingsvergaderingen gehouden. 
De aangesloten dove sportverenigingen zijn:
- ADSV uit Amsterdam
- DSV Catharijne`83 uit Utrecht
- DSV de Dommel uit Den Bosch
- FC Lighttown uit Eindhoven
- GDVV Martinistad uit Groningen
- Nijmegen Black Eagles uit Nijmegen
- OLDI uit Rotterdam
- ZBSD uit Bergen op Zoom

Het afdelingsbestuur is bevoegd voor de aanstellingen van de bondscoaches voor de nationale teams.